# Rivière du Gouffre
Der Rivière du Gouffre ist ein linker Nebenfluss des Sankt-Lorenz-Stroms in der kanadischen Provinz Québec.

## Flusslauf
Der Rivière du Gouffre bildet den Abfluss des Lac du Cœur in den Laurentinischen Bergen unweit des Parc national des Hautes-Gorges-de-la-Rivière-Malbaie. Er durchfließt im Anschluss den benachbarten See Lac du Gouffre. Der Rivière du Gouffre fließt in überwiegend südlicher Richtung durch die MRC Charlevoix. Er verlässt das Bergland und nimmt die Flüsse Rivière des Îlets und Rivière du Gouffre Sud-Ouest rechtsseitig auf. Später passiert er den Sprengel Saint-Urbain. Er durchfließt weiter flussabwärts die Kleinstadt Baie-Saint-Paul, wo der Bras du Nord-Ouest von rechts auf ihn trifft. Schließlich mündet der Rivière du Gouffre gegenüber der Insel Île aux Coudres in die Baie Saint-Paul des Sankt-Lorenz-Strom-Ästuars. Der Fluss hat eine Länge von 72 km. Sein Einzugsgebiet umfasst 1002 km². Der mittlere Abfluss liegt bei 22 m³/s.